# Конклав 1655 года
Конклав 1655 года был созван после смерти Папы Иннокентия X и завершился избранием кардинала Фабио Киджи Папой Александром VII. Конклав быстро зашёл в тупик: Джулио Чезаре Саккетти получал 33 голоса на протяжении всего конклава, но так и не набрал достаточно голосов для своего собственного избрания. После нескольких месяцев обсуждений и переговоров Киджи был избран папой римским, когда кардинал Мазарини, глава французского правительства, по просьбе Саккетти дал согласие на избрание Киджи.
Конклав 1655 года стал заметным событием в истории Католической церкви, отразившим политическую сложность того времени и приведшим к смене руководства.

## Предыстория
Иннокентий X возвёл своего единственного племянника Камилло Франческо Мария Памфили в кардиналы. Позднее Камилло отказался от своего статуса кардинала, чтобы жениться. Вместо этого невестка Иннокентия X Олимпия Майдалькини выполняла все функции, которые обычно входили в компетенцию кардинала-племянника.
Во время понтификата Иннокентия X Вестфальский мир положил конец Тридцатилетней войне — самому значимому светскому событию, произошедшему во время его правления. Иннокентий X не одобрил договор, поскольку его представители не принимали участия в обсуждениях, и с ним не консультировались и его не просили одобрить признание протестантской религии в Германии. Он призвал светских католических правителей отказаться от мира, но они этого не сделали. В ответ Иннокентий X воздерживался от назначения кардиналов за пределами Италии во время своего правления. За время своего понтификата он назначил лишь шесть кардиналов-неитальянцев, и пятеро из них были кардиналами короны, на назначении которых настояли католические монархи. За исключением этих, все остальные из его 40 креатур были выходцами из Италии.

## Конклав

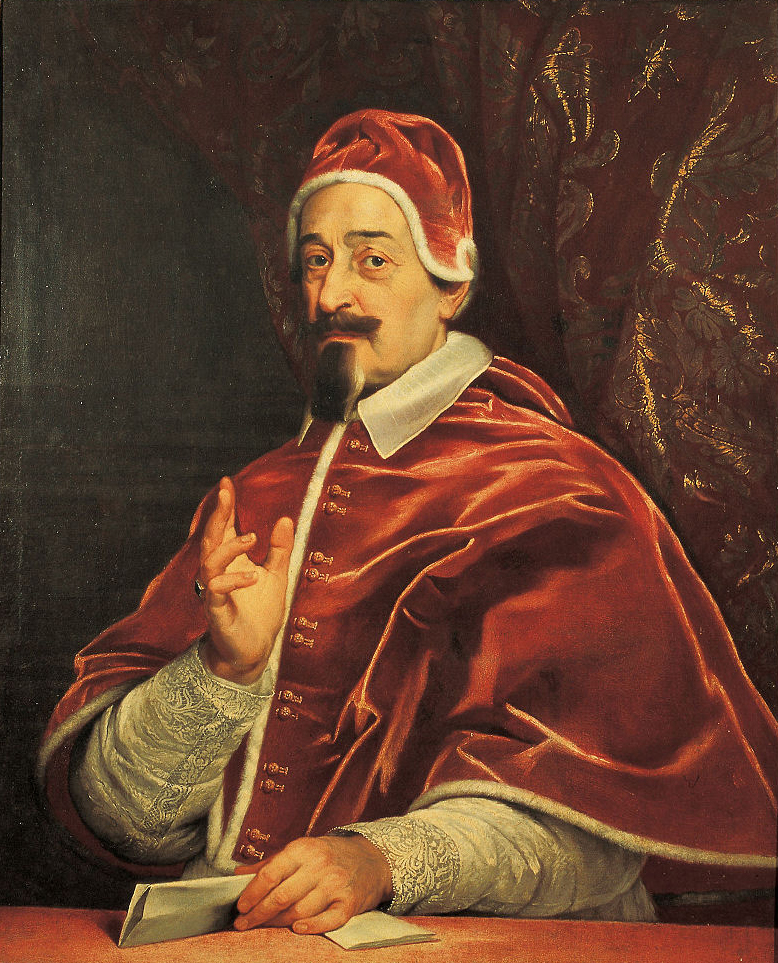
Папа Александр VII

На момент смерти Иннокентия X Коллегия кардиналов насчитывала 69 членов, а в последовавшем конклаве приняли участие 66 выборщиков. Тридцать три кардинала были назначены Урбаном VIII, а тридцать два Иннокентием X. Поскольку Олимпия Майдалькини не была кардиналом, ей не разрешили участвовать в конклаве, хотя она была единственной женщиной, которой разрешили выступить с речью перед кардиналами. В результате креатуры Иннокентия X остались без естественного лидера на протяжении всего процесса. На конклаве было восемнадцать кардиналов, лояльных Испании, и хотя французы были менее лояльны, племянник Урбана VIII Франческо Барберини был членом их фракции. Преданность Барберини Франции была обусловлена браком одной из его племянниц с братом кардинала Ринальдо д’Эсте, возглавлявшего французскую фракцию. Барберини имел возможность привлечь голоса 20 кардиналов, в дополнение к уже имеющимся, для поддержки кандидата, которому он отдавал предпочтение.
Джулио Чезаре Саккетти, которого считали наиболее вероятным кандидатом на папский трон в 1644 году, снова оказался самым сильным кандидатом, но некоторые кардиналы не голосовали за него, поскольку на предыдущем конклаве на него наложили вето испанцы. Саккетти также был предпочтительным кандидатом кардинала Мазарини, главы французского правительства в то время. В ходе первоначального голосования Саккетти получил 33 голоса — это число он неизменно получал на протяжении всего конклава. Ранние голосования также были уникальными, поскольку большое количество выборщиков не вписали ни одного голоса, достигнув пика в 27 голосов 22 января. Эти голоса поступили в основном от выборщиков, назначенных Иннокентием X, которые не хотели голосовать за кардинала, назначенного Урбаном VIII. Одиннадцать голосов, поданных против одного кандидата, поступили от «Эскадрона Воланте» — группы кардиналов, которые были готовы поддержать кандидата от любой фракции, которая, по их мнению, будет полезна для папской власти.
Тупиковая ситуация продолжалась весь февраль, и молодые члены Коллегии кардиналов начали подшучивать над старшими членами Коллегии, чтобы развлечься. Предположительно, это привело к тому, что один пожилой кардинал скончался от пневмонии после того, как молодой кардинал, переодевшись призраком, заставил его упасть и лечь на холодный пол. Среди кардиналов были и другие заболевания, из-за которых некоторым из них пришлось покинуть конклав.

## Избрание Папы Александра VII
В середине февраля Саккетти, осознав, что его кандидатура провалилась, связался с Мазарини и попросил французских кардиналов поддержать Фабио Киджи. Киджи изначально рассматривался как кандидат на папский трон ещё до смерти Иннокентия X. Современные источники сообщали, что он считался наиболее подходящим для этой должности, если не принимать во внимание человеческие соображения выборщика. Кардинала Мазарини под влиянием «Эскадрона Воланте» убедили поддержать Киджи, хотя тот ему и не нравился. Ненависть Мазарини к Киджи зародилась ещё во время изгнания Мазарини в Кёльн во время Фронды, когда Киджи служил папским нунцием в этом городе.
В апреле 1655 года Мазарини ответил Саккетти письмом, в котором согласился разрешить лояльным Франции выборщикам голосовать за Киджи, если избрание самого Саккетти станет невозможным. Затем Саккетти обратился к своим сторонникам с просьбой оказать свою поддержку Киджи. На первом голосовании 7 апреля 1655 года за Киджи было подано двадцать письменных голосов, прежде чем остальные выборщики провозгласили его Папой после конклава, длившегося восемьдесят дней. После своего избрания Киджи принял имя Александр VII.